# Nair Amorim
Nair Amorim Leite (Rio de Janeiro, 27 de janeiro de 1933) é uma atriz e dubladora brasileira. Ficou conhecida por dublar a personagem Velma Dinkley da série animada Scooby-Doo e a personagem Lisa Simpson do seriado Os Simpsons.

## Sobre
Nair começou sua carreira artística na Rádio Nacional do Rio de Janeiro na década de 1950. Começou na televisão, em 1955, atuando em novelas e filmes — tais como As Professoras, As Canções de Bernadete, Dona Xepa, Trágica Mentira, Teus Olhos Castanhos e Amor e Medo. Nair também trabalha como radialista na Super Rádio Tupi.

## Dublagem
Na dublagem, Nair Amorim começou nos anos 60, destacando-se por emprestar a sua voz a atrizes como Maureen O'Sullivan, Audrey Hepburn, Mia Sara, Imelda Staunton, Elizabeth Taylor e Julie Andrews. É conhecida por ter dublado por muitos anos a personagem Velma Dinkley em Scooby Doo, Julie Andrews em A Noviça Rebelde, Wanda em Os Padrinhos Mágicos, Lisa Simpson em Os Simpsons e Sloane em Curtindo a Vida Adoidado.

## Trabalhos na dublagem

### Filmes
| Ator/Personagem |                                   |
| --------------- | --------------------------------- |
| Julie Andrews   | A Noviça Rebelde                  |
| Mia Sara        | Curtindo a Vida Adoidado, A Lenda |

### Séries e Desenhos
| Ator/Personagem |                                    |
| --------------- | ---------------------------------- |
| Lisa Simpson    | Os Simpsons (Temporadas 1ª até 8ª) |
| Wanda           | Os Padrinhos Mágicos               |
| Mandy           | Billy e Mandy                      |
| Velma Dinkley   | Scooby-Doo                         |